# William Hart
William Hart este unul din discipolii occidentali ai lui S. N. Goenka.

## Biografie
Așa cum spune cu modestie în introducerea la volumul "The Art of Living: Vipassana Meditation: As Taught by S. N. Goenka" (1987), Hart considera că "într-un sens mai adânc, adevăratul autor al acestei lucrări este S. N. Goenka, deoarece scopul meu nu este altul decât de a prezenta transmiterea de către el a învățăturii lui Buddha".

## Traduceri în limba română
- William Hart, "Arta de a trăi. Meditația Vipassana așa cum este predată de S.N. Goenka", Ediția a II-a, Traducere din limba engleză: Anca Vultur, Editura Herald, Colecția Frontiere, București, 2006, 208 p., ISBN: 973-7970-53-5